# Vincent Durand (archéologue)
Ne doit pas être confondu avec Vincent Durand (footballeur).
Vincent Durand (Saint-Martin-la-Sauveté, 9 mai 1831 - Ailleux, 28 janvier 1902) est un archéologue français.

## Biographie
Le père de Vincent Durand est notaire. Vincent Durand n'a pas deux ans quand celui-ci meurt. Sa mère, en septembre 1839, le fait entrer au collège des minimes à Lyon. Victime d'une épidémie de scarlatine il doit quitter l'établissement. Ce sont des proches, ecclésiastiques, qui le forment. En 1849-1850 il retourne à Lyon et entre au lycée de Lyon. Il obtient le baccalauréat avec la mention bien. Il retourne dans son pays. Il travaille pour l'agriculture, la création de prairies, l'aménagement des chemins... En 1858 il publie son premier texte : De l'institution d'un siège épiscopal à Montbrison . À l'occasion de travaux chez un ami auxquels ils participent, il découvre des antiquités, notamment des tronçons de voie romaine. C'est ainsi que naît sa passion pour l'archéologie.
En 1862 il s'inscrit dans les premiers membres de la Diana. Il en devient le secrétaire général en 1872. Il le reste jusqu'en 1902. Il publie des articles archéologiques dans le Bulletin monumental, puis, à partir de 1867 dans la Revue forézienne.
Il est maire de sa commune d'Ailleux jusqu'à son décès en 1902.
Il a écrit à des amis plus de 20 000 lettres écrites et « ses fouilles sur l'emplacement des villes et routes du Forez en font encore un auteur de référence pour tous les passionnés d'archéologie et d'histoire locale ».
Il est nommé chevalier de la Légion d'honneur par le maréchal de Mac Mahon.
La Diana lui rend hommage en faisant réaliser un buste par le sculpteur Paul-Émile Millefaut, placé dans la salle de la Diana et inauguré le 20 juin 1904.

## Publications
Voir aussi la « liste de ses publications », sur idref.fr.
- Amédée Huguet et Vincent Durand, De l'Institution d'un siège épiscopal à Montbrison, Saint-Étienne, impr. Théolier aîné, 1858 (BNF 30385278).
- Vincent Durand, Notice sur les deux testaments et le tombeau de Jean Papon seigneur de Marcoux et Goutelas, conseiller du roi, juge et lieutenant général au bailliage de Forez maître des requêtes ordinaire de la reine Catherine de Médicis, Saint-Étienne, libr. Chevalier, 1869 (lire en ligne).
- Vincent Durand, « Recherches sur la station gallo-romaine de Mediolanum dans la cité des lyonnais », Recueil de mémoires & documents sur le Forez,‎ 1873, p. 38-104 (lire en ligne, consulté en juin 2022).
- Vincent Durand, « Aquae Segetae et la voie Bolène en Forez », Recueil de mémoires & documents sur le Forez, t. 2,‎ 1875, p. 103-135 (lire en ligne, consulté en juin 2022).
- Vincent, De la Véritable situation du Tractus Rodunensis et Alaunorum mentionné dans la Notice des dignités de l'Empire (mémoire présenté au congrès scientifique d'Autun), Vienne, impr.-éd. E.J. Savigné, 1877, 16 p. (lire en ligne).
- Vincent Durand, Note sur les Stations et voies antiques du Pays Eduen, Autun, impr. Dejussieu père et fils, 1878 (BNF 34010325).
- Vincent Durand et Antoine Vachez, « Étude archéologique et historique sur le prieuré de Rosiers », Recueil des mémoires et documents sur le Forez, Société de la Diana, t. 5,‎ 1879, p. 299-341 (OCLC 492985705, lire en ligne, consulté en juin 2022).
- Vincent Durand, « Abrégé de l'histoire de Charlieu », dans F. Thiollier, E. Brossard, J. Déchelette, V. Durand et E. Jeannez, L'art roman à Charlieu et en Brionnais, Montbrison, impr. E. Brassard, 1892, 33 p. (OCLC 457436960, lire en ligne).
- Vincent Durand, « Des changements, réels ou apparents, survenus dans le vocable de certaines églises du Forez », Bulletin de la Diana, t. 9, no 1, janvier-mars,‎ 1897, p. 173-179 (lire en ligne, consulté en juin 2022).